# Ranunculus arschantynicus
Ranunculus arschantynicus är en ranunkelväxtart som beskrevs av Kamelin, Shmakov och S.V.Smirn.. Ranunculus arschantynicus ingår i släktet ranunkler, och familjen ranunkelväxter. Inga underarter finns listade i Catalogue of Life.